# 南錫達鎮區 (內布拉斯加州桑德斯縣)
南錫達鎮區（英語：South Cedar Township）是位於美國內布拉斯加州桑德斯縣的一個行政鎮區。

## 地方資料
南錫達鎮區的面積為77.40平方千米，皆為陸地。根據2020年美國人口普查的數據，當地共有人口240人，而人口密度為每平方千米3.1人。